# Калтак, Брайан
Брайан Калтак (англ. Brian Kaltak; 30 сентября 1993, Эракор, Вануату) — вануатский футболист, защитник клуба «Окленд Сити» и сборной Вануату.

## Биография

### Клубная карьера
Выпускник «Теума Академи». В 2011 году выступал на команду третьего новозеландского дивизиона «Уотерсайд Карори». Затем играл за ряд клубов Папуа — Новой Гвинеи, Соломоновых островов и Вануату, но ни в одном из них не задержался дольше чем на сезон. В 2016 и 2017 годах был игроком вануатской команды «Эракор Голден Стар». В 2017 году перешёл в новозеландский «Тасман Юнайтед», в его составе составе провёл 10 матчей и забил 1 гол в чемпионате Новой Зеландии. По ходу сезона был отдан в аренду в фиджийский клуб «Лаутока». В чемпионате Фиджи сыграл только 2 матча, но также выступал за команду в Лиге чемпионов ОФК, где дошёл до финального противостояния с «Тим Веллингтон», в котором «Лаутока» уступила с общим счётом 3:10. В 2018 году подписал контракт с «Окленд Сити».

### Карьера в сборной
В 2011 году в составе сборной Вануату принимал участие молодёжном Чемпионате Океании, на котором сыграл 4 матча и забил 1 гол, занял с командой третье место. 
За основную сборную Вануату дебютировал 24 января 2011 года в товарищеском матче со сборной Новой Каледонии. В составе национальной команды принимал участие в двух Кубках наций ОФК 2012 и 2016 года, но из группы ни разу не выходил.

## Семья
Является племянником бывшего футболиста Ивоки Калтака. Имеет трёх двоюродных братьев Джина (р. 1994), Тони (р. 1996) и Калтфера (р. 1997), которые также являются футболистами.